# جيم ستارجس
جيم ستارجس (بالإنجليزية: Musical career)‏ مواليد 16 مايو 1978 في لندن، إنجلترا، هو ممثل بريطاني بدأ مسيرته الفنية عام 1996. درس في جامعة سالفورد.

## الأعمال

### أفلام
- عبر الكون
- 21
- يوم واحد
- سحابة الأطلس
- أفضل عرض

## وصلات خارجية
- جيم ستارجس على موقع IMDb (الإنجليزية)
- جيم ستارجس على موقع قاعدة بيانات الأفلام العربية
- جيم ستارجس على موقع ألو سيني (الفرنسية)
- جيم ستارجس على موقع ميوزك برينز (الإنجليزية)
- جيم ستارجس على موقع تيرنر كلاسيك موفيز (الإنجليزية)
- جيم ستارجس على موقع أول موفي (الإنجليزية)
- جيم ستارجس على موقع بوكس أوفيس موجو (الإنجليزية)
- جيم ستارجس على موقع قاعدة بيانات الأفلام السويدية (السويدية)
- جيم ستارجس على موقع إن إن دي بي (الإنجليزية)
- جيم ستارجس على موقع ديسكوغز (الإنجليزية)
- الموقع الإلكتروني